# منزل جوکار
منزل جوکار مربوط به اوایل دوره پهلوی است و در شیراز، محله تاریخی اسحق بیگ، ابتدای کوچه نصیر نظام واقع شده و این اثر در تاریخ ۱۱ دی ۱۳۸۰ با شمارهٔ ثبت ۴۶۷۷ به‌عنوان یکی از آثار ملی ایران به ثبت رسیده است.